# Langues teke occidentales
Les langues teke occidentales, parfois appelées le teke occidental, sont un continuum linguistique de langue bantoue, du groupe de langues teke, parlé en République du Congo et au Gabon.
Les variétés sont le tsaayi (ge-tsaya, tyaye, tsayi), le laali, le yaka (ou yaa), et le tyee (tee, kwe). La variété dominante est de loin le tsaayi.